# 天主教马杜赖总教区
天主教馬杜賴總教區（拉丁語：Archidioecesis Madhuraiensis），是羅馬天主教會以印度泰米爾納德邦西南部馬杜賴為中心的一個總主教區。下轄六個教區。
2004年有教友170,000名，佔轄區總人口百分之3.1。由198名司鐸名管理五十九個堂區。現任教區總主教為伯多祿‧費南多。
1938年1月8日建立梅拉普爾教區。1953年9月19日升為馬德拉斯總教區。